# NGC 5723
NGC 5723 је елиптична галаксија у сазвежђу Волар која се налази на NGC листи објеката дубоког неба.
Деклинација објекта је + 46° 41' 24" а ректасцензија 14h 38m 57,8s. Привидна величина (магнитуда) објекта NGC 5723 износи 15,0 а фотографска магнитуда 15,0. NGC 5723 је још познат и под ознакама MCG 8-27-15, CGCG 248-16, NPM1G +46.0302, PGC 52354.